# Montescourt-Lizerolles

Montescourt-Lizerolles este o comună în departamentul Aisne din nordul Franței. În 1 ianuarie 2022 avea o populație de 1.619 de locuitori.